# پامچال آلیونی
پامچال آلیونی (نام علمی: Primula allionii) نام یک گونه از سرده پامچال است.